# Nebraska City (Nebraska)
Nebraska City je grad u američkoj saveznoj državi Nebraska. Prema popisu stanovništva iz 2010. u njemu je živjelo 7,289 stanovnika.